# Galicja Wschodnia

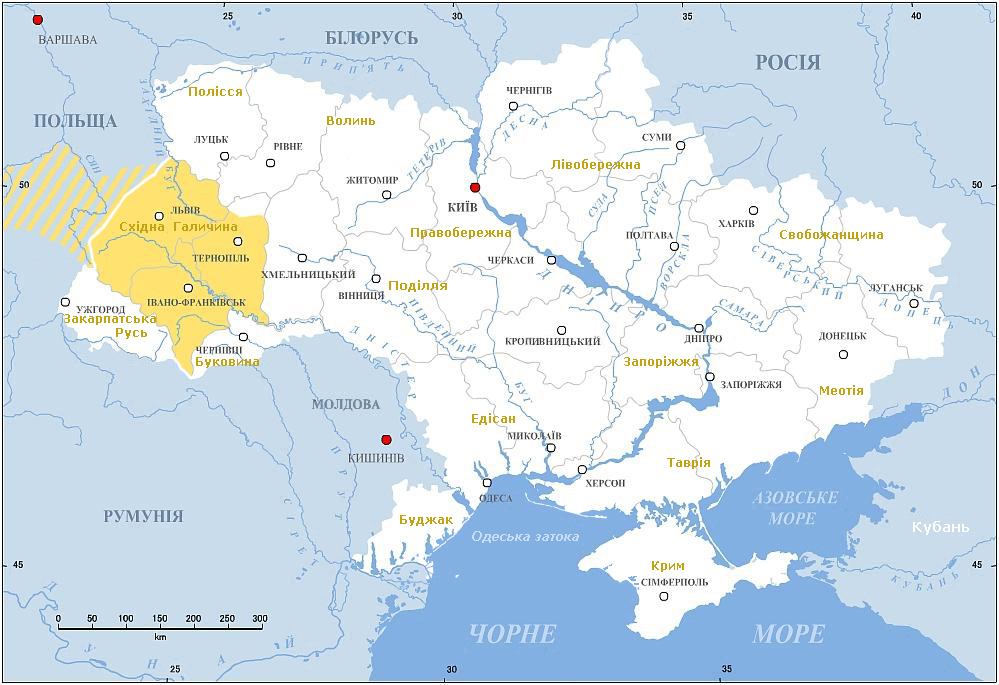
Mapa obecnego terytorium Ukrainy z zaznaczonym obszarem Galicji Wschodniej

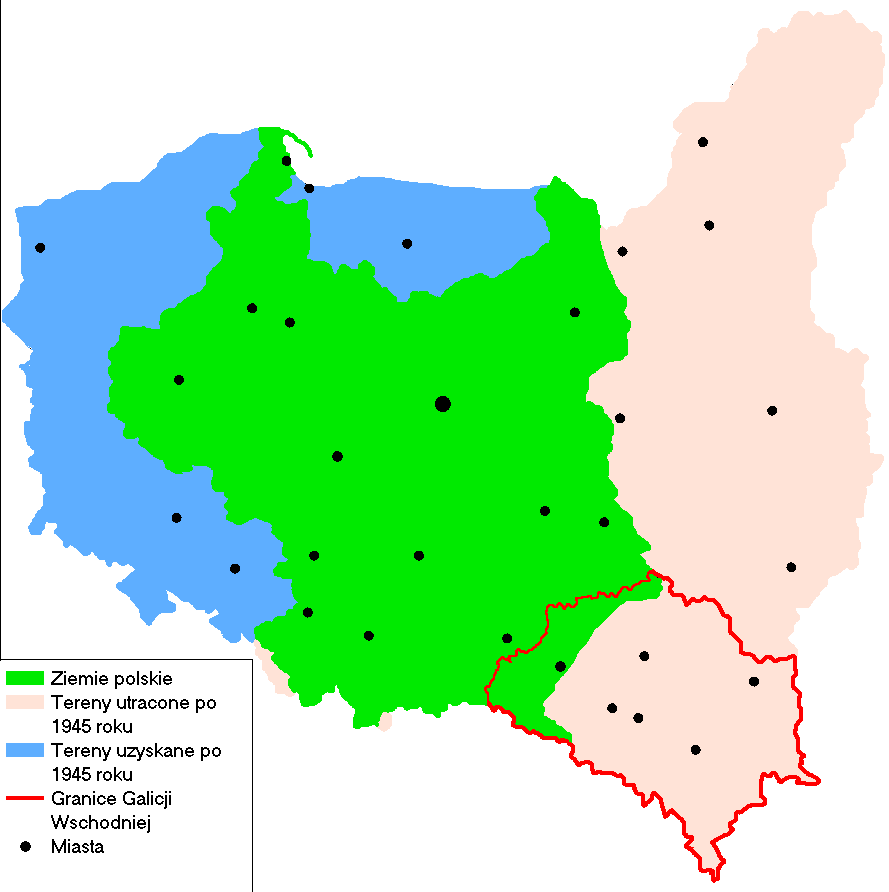
Położenie Galicji Wschodniej na mapie Polski

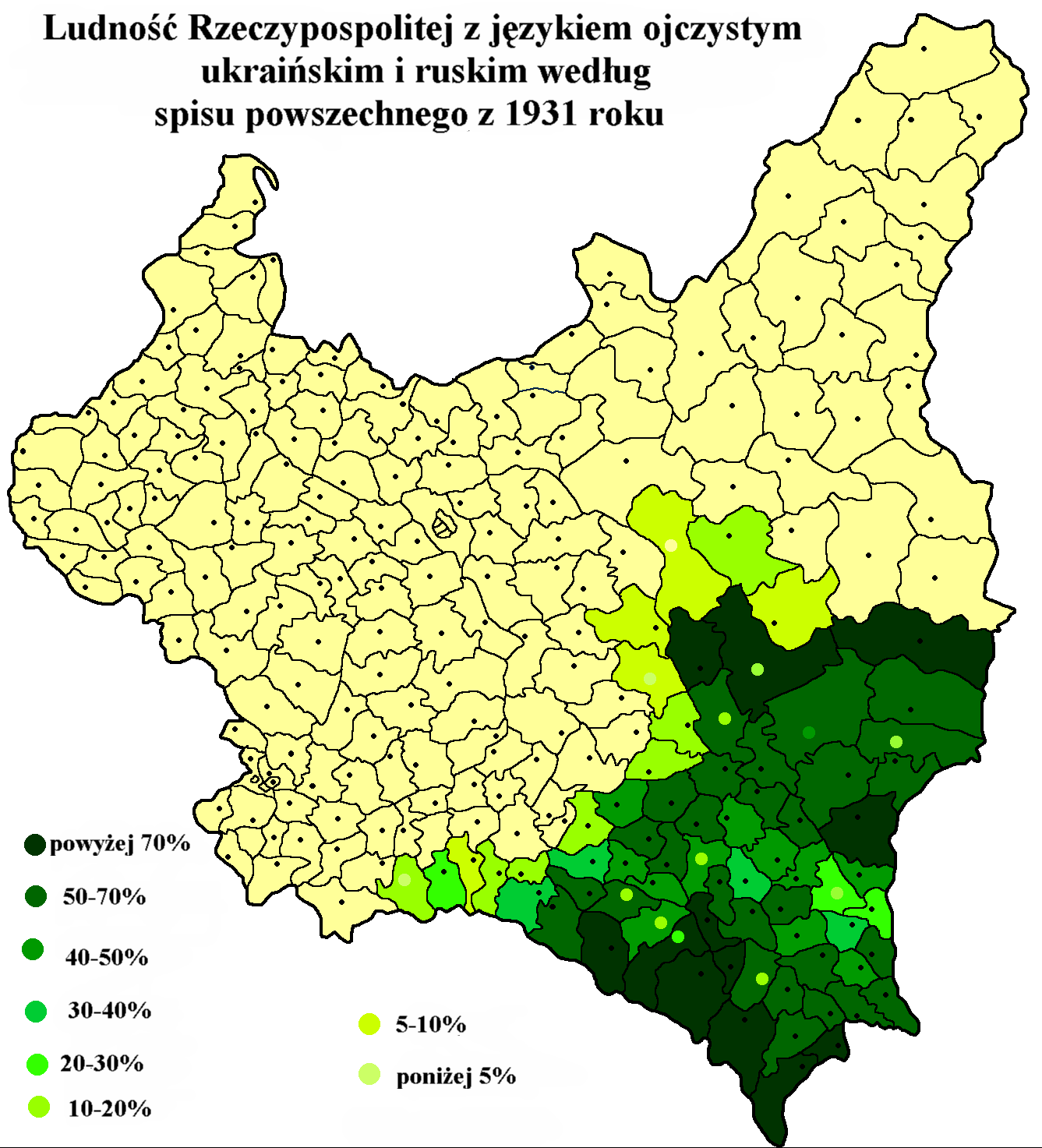
Ludność uważająca język ukraiński za ojczysty (w powiatach) według spisu powszechnego 1931.

Galicja Wschodnia (ukr. Східна Галичина) – określenie używane w latach 1795–1809 na określenie całej Galicji, w opozycji do Nowej Galicji, zwanej niekiedy Zachodnią. Później, do roku 1850, do Galicji Wschodniej wliczano zaś wszystkie tereny na wschód od Tarnowa (z samym miastem włącznie). Po roku 1850 określenie to stosowano dla wschodnich terenów Królestwa Galicji i Lodomerii ze Lwowem, Stanisławowem, Tarnopolem, Przemyślem i Sanokiem, jej zachodni kres stanowiła granica okręgu sądu apelacyjnego we Lwowie – zachodnie granice powiatów: jarosławskiego, brzozowskiego i sanockiego. Stolicą tego regionu był Lwów.
Oficjalna nazwa Królestwo Galicji i Lodomerii nawiązywała do jednego z tytułów królów węgierskich: “rex Galiciae et Lodomeriae”, tj. “król Halicza i Włodzimierza”, co miało uzasadniać moralne prawo do zaboru tych ziem przez Austrię. W skład Galicji Wschodniej weszła część województwa ruskiego, zachodnie skrawki województwa podolskiego oraz wschodnia część województwa bełskiego przedrozbiorowej Rzeczypospolitej.

## Austria
W marcu 1849 od Galicji odłączono należącą do niej od 1775 roku Bukowinę, tworząc nowy kraj koronny – Księstwo Bukowiny. Ostatecznie granice Galicji ustalono na kongresie wiedeńskim, natomiast krajem koronnym Galicja stała się od 1849. W 1850 przeprowadzono rozdział jurysdykcji sądowej (sądu apelacyjnego II instancji) na dwa okręgi z siedzibami we Lwowie i Krakowie. Do tego podziału dostosowano podział izb adwokackich, notarialnych, lekarskich, aptekarskich, handlowych i przemysłowych. Stało się to podstawą późniejszego wydzielenia Galicji Zachodniej i Wschodniej. Sądowi apelacyjnemu we Lwowie podlegało 10 okręgów sądowych: Kołomyja, Tarnopol, Stanisławów, Brzeżany, Złoczów, Stryj, Lwów, Sambor, Przemyśl i Sanok. Obszar jurysdykcji sądu apelacyjnego we Lwowie (czyli generalnie Galicji Wschodniej) wynosił 55 300 km² i był zamieszkały przez 5 337 000 osób (1910).
Przy wprowadzaniu podziału administracyjnego i sądowego władze austriackie nie kierowały się zasadami historycznymi, lecz narodowościowymi. Linia podziału była również uważana za granicę etnograficzną pomiędzy polską i ukraińską częścią Galicji.
W 1902 Galicja Wschodnia liczyła 50 powiatów (a w nich 3734 gminy i 3488 obszarów dworskich) i miasto wydzielone Lwów. W Galicji w latach 1857, 1880, 1890, 1900 i 1910 przeprowadzono spisy ludności, w oparciu o dwa kryteria – wyznanie i język (nie pytano o narodowość). Ponieważ Żydzi (nie mogąc zadeklarować jidysz, który nie był uznany za język, lecz za gwarę języka niemieckiego) deklarowali zwykle znajomość języka polskiego, stąd można ich odnaleźć jedynie według wyznania. Zgodnie ze spisem ludności w 1910 roku było to 3,291 mln (61,7%) grekokatolików, 1,350 mln (25,3%) rzymskich katolików, 659 tys. (12,4%) żydów. Na co dzień posługiwanie się językiem ruskim zadeklarowało 3,132 mln (58,9%) ankietowanych, językiem polskim – 2,114 mln (39,8%), językiem niemieckim – 65 tys. (1,2%). W miastach przeważali zdecydowanie Polacy i Żydzi, na wsi – Ukraińcy. W przeszłości niektórzy autorzy ukraińscy i w ślad za nimi polscy wyodrębniali dodatkowo tzw. łacinników, czyli ludność katolicką ruskojęzyczną, kwalifikując ich jako Ukraińców i szacując liczbę Rusinów na 3,791 miliona (71,1%) i Polaków na 770 tysięcy (14,4%), jednak te szacunki już na początku XX wieku były kwestionowane przez niektórych autorów, wskazując na fakt, iż ludność mieszana religijnie i językowo, tj. ruskojęzyczni katolicy i polskojęzyczni grekokatolicy stanowiła w istocie dużo mniejszą liczbę i była po obu stronach na zbliżonym do siebie poziomie.
Porównując spisy z roku 1857 i 1900, można zauważyć, że stopniowo postępował przyrost ludności polskiej. Działo się to w konsekwencji masowej emigracji Ukraińców do Kanady i USA, napływu ludności polskiej z Galicji Zachodniej do rozparcelowywanych majątków i sprowadzania polskich pracowników do administracji i szkolnictwa, a także na skutek procesu polonizacji Ukraińców (szczególnie inteligencji).

## Zachodnioukraińska Republika Ludowaiwojna polsko-ukraińska
1 listopada 1918 roku, wobec rozpadu monarchii austro-węgierskiej, politycy ukraińscy proklamowali we Lwowie Zachodnioukraińską Republikę Ludową, która w oparciu o oddziały ukraińskie z armii Austro-Węgier objęła w listopadzie 1918 swą kontrolą zbrojną i administracją całe terytorium Galicji Wschodniej. Polska ludność Lwowa, dążąca do przyłączenia miasta, jak również całego terytorium Galicji Wschodniej, do odradzającego się po zaborach państwa polskiego, przeciwstawiła się temu zbrojnie. Jeszcze tego samego dnia (1 listopada) wybuchły polsko-ukraińskie walki o miasto, określane w polskiej historiografii jako obrona Lwowa, które przekształciły się następnie w regularną wojnę polsko-ukraińską, zakończoną w sierpniu 1919 roku wyparciem przez Wojsko Polskie oddziałów Armii Halickiej za rzekę Zbrucz, wyznaczającą wschodnią granicę Galicji, a tym samym de facto upadkiem ZURL. W umowie warszawskiej w kwietniu 1920 roku rząd Ukraińskiej Republiki Ludowej Symona Petlury uznał Zbrucz za granicę polsko-ukraińską, a tym samym przynależność Galicji Wschodniej (a także Wołynia) do Polski. W czasie wojny polsko-bolszewickiej w lipcu 1920 roku Armia Czerwona prowadziła ofensywę na Lwów, czasowo okupując część Galicji Wschodniej i ustanawiając marionetkową Galicyjską Socjalistyczną Republikę Rad z siedzibą władz w Tarnopolu.
W sierpniu 1920 roku nacierająca na Lwów sowiecka 1 Armia Konna Siemiona Budionnego została zatrzymana przez Wojsko Polskie w bitwie pod Zadwórzem. W walkach z Armią Czerwoną w Galicji uczestniczyły siły sojuszniczej Armii Ukraińskiej Republiki Ludowej, broniąc pod dowództwem gen Omelianowycza-Pawlenki linii Dniestru. W traktacie ryskim granicę między Polską a Ukraińską SRR na odcinku galicyjskim ustalono na Zbruczu, co wobec nieuznawania Rosji sowieckiej i USRR na forum międzynarodowym miało jedynie charakter dwustronny (wyrzeczenie się przez RFSRR i USRR pretensji do Galicji Wschodniej).

## MocarstwaEntentya ZURL i kwestia Galicji Wschodniej
Paryska konferencja pokojowa zatwierdziła 25 czerwca 1919 roku administrację tymczasową Polski nad terytorium Galicji Wschodniej. Państwa Ententy i organy przez nie wyłonione (Rada Ambasadorów, Rada Ligi Narodów) do 14 marca 1923 roku uznawały Galicję Wschodnią za terytorium sporne, nie należące do państwa polskiego, nad którym suwerenną władzę sprawują państwa Ententy na mocy traktatu pokojowego z Austrią. Ententa nigdy nie uznała również niepodległości Zachodnioukraińskiej Republiki Ludowej. W odniesieniu do terytorium Galicji Wschodniej początkowo próbowała wprowadzić rozwiązanie tymczasowe w postaci przyznania Polsce 25-letniego mandatu na zarządzanie Galicją, przy zapewnieniu temu terytorium autonomii. Po upływie okresu mandatu miałoby nastąpić rozstrzygnięcie jego ostatecznej przynależności państwowej w formie plebiscytu. Intencją polityczną państw Ententy w czasie podejmowania tych rozstrzygnięć było zachowanie terytorium Galicji Wschodniej dla białej Rosji. Polska sprzeciwiała się tym koncepcjom, jednocześnie realizując na administrowanym terytorium politykę faktów dokonanych, integrując je z państwem polskim.
Po utrwaleniu władzy komunistów w Rosji i upadku oczekiwań na restytucję Rosji niebolszewickiej, 15 marca 1923 roku Rada Ambasadorów uznała suwerenność Polski nad terytorium Galicji Wschodniej, przy zastrzeżeniu wprowadzenia przez Polskę statusu autonomicznego dla tego terytorium, czego surogat stanowiła ustawa o samorządzie wojewódzkim z września 1922 roku, stwierdzająca już w samym tytule szczególny charakter terytorium Galicji Wschodniej w ramach państwa polskiego.
W związku z decyzją Rady Ambasadorów rząd ZURL, przebywający na emigracji w Wiedniu rozwiązał się 15 marca 1923 roku.

## II Rzeczpospolita
W II Rzeczypospolitej od nazwy Galicja Wschodnia stopniowo odchodzono na rzecz określenia Małopolska Wschodnia. Były to, ogólnie rzecz ujmując, tereny z przewagą ludności ukraińskiej na wsiach oraz polskiej i żydowskiej w miastach.
26 września 1922 roku Sejm RP uchwalił Ustawę o zasadach powszechnego samorządu wojewódzkiego, a w szczególności województwa lwowskiego, tarnopolskiego i stanisławowskiego, przewidującą dla każdego z wymienionych województw pewną formę autonomii. Ustawa zakładała powołanie dwuizbowych sejmików wojewódzkich, składających się ze 100 członków w województwie lwowskim oraz po 60 w województwie stanisławowskim i tarnopolskim, podzielonych na dwie równe liczebnie kurie narodowościowe: polską i ukraińską (oficjalnie określaną jako ruską). Każda z nich miała obradować osobno, przy czym w sprawach wspólnych, tzn. dotyczących całego województwa, wymagana była zgoda obu kurii. Do kompetencji sejmików miały należeć sprawy dotyczące wyznań religijnych, oświecenia publicznego (z wyjątkiem szkolnictwa wyższego), dobroczynności publicznej, zdrowia, budownictwa, rolnictwa (z wyjątkiem reformy rolnej i środków służących do popierania rolnictwa), promowania przemysłu i handlu, melioracji, organizacji administracji gmin i powiatów, budżetu województwa i inne przekazane im przez Sejm RP. Organami wykonawczymi sejmików ustanowiono wydziały wojewódzkie, składające się z wojewody, zastępcy wojewody, 8 członków wybieranych po połowie przez kurię polską i ukraińską oraz 4 powoływanych przez wojewodę. Wydziały wojewódzkie miały dzielić się na dwie sekcje narodowościowe, obradujące w trybie przewidzianym dla sejmików. Dzienniki Urzędowe trzech południowo-wschodnich województw II RP miały być publikowane w językach polskim i ukraińskim. Zakazano prowadzenia przez państwo kolonizacji ziemskiej na obszarze wymienionych województw, a przy mianowaniu urzędników nakazano uwzględniać, obok wymaganych kwalifikacji, także narodowość kandydatów, tak aby skład personalny urzędów wojewódzkich odpowiadał rzeczywistym potrzebom narodowościowym. Przewidziano także utworzenie państwowego uniwersytetu ukraińskiego z siedzibą we Lwowie. Postanowienia tej ustawy nigdy nie zostały wprowadzone w życie.
14 marca 1923 Rada Ambasadorów, korzystając z uprawnień przyznanych przez wielkie mocarstwa, w art. 87 traktatu wersalskiego oraz art. 94 Traktatu z Saint-Germain podjęła uchwałę o zatwierdzeniu wschodnich granice Polski i uznała polską suwerenność nad Galicją Wschodnią. Odpowiedni protokół – aneks do traktatu wersalskiego podpisano następnego dnia – 15 marca. W związku z tym do Polski powróciła znaczna część ukraińskiej emigracji politycznej, zlikwidowano również obozy internowania dla żołnierzy URL.
W roku 1931 na obszarze Galicji Wschodniej zamieszkiwało 4 729 515 osób. Język polski jako ojczysty zadeklarowało prawie 1 860 000 osób (39,31% ogółu), ukraiński lub „ruski” 2 494 821 osób (52,75%), żydowski i hebrajski 337 271 (7,13%). Przy przyjęciu kryterium wyznania na obszarze tym zamieszkiwało 1 350 978 katolików obrządku łacińskiego (508 146 mniej od liczby osób deklarujących język polski jako ojczysty), czyli 28,56% ogółu ludności. Jednocześnie liczba katolików obrządku greckiego wynosiła w 1931 2 847 844, tj. o 353 053 więcej od osób uznających język ukraiński lub „ruski” za ojczysty, i stanowiła 60,21% ogółu populacji. Wyznawców judaizmu było w Galicji Wschodniej w 1931 r. 490 459 (10,37%). Administracja państwowa II Rzeczypospolitej, wbrew oficjalnie głoszonemu stanowisku, za Polaków uważała faktycznie wyłącznie ludność rzymskokatolicką, uznając, że podział wyznaniowy pokrywa się w praktyce z narodowościowym.
W roku 1939 ludność Galicji Wschodniej wynosiła około 5,116 mln osób, w tym 1,473 mln rzymskich katolików, 3,077 mln grekokatolików, 523,5 tys. osób wyznania mojżeszowego, 42 tys. ewangelików i przedstawicieli innych wyznań lub bezwyznaniowych, czyli około 1,473 mln Polaków, 3,073 mln Ukraińców, 523,5 tys. Żydów, 31,8 tys. Niemców.

## Okupacja sowiecka 1939–1941
W wyniku agresji Niemiec i ZSRR na Polskę we wrześniu 1939 r., po okupacji całości terytorium II Rzeczypospolitej przez Wehrmacht i Armię Czerwoną i ustaleniu w dniu 28 września 1939 r. w pakcie o granicach i przyjaźni pomiędzy III Rzeszą a ZSRR granicy niemiecko-sowieckiej na okupowanym terytorium Polski, tereny województw tarnopolskiego i stanisławowskiego, oraz wschodnia część województwa lwowskiego z miastem Lwowem znalazły się pod okupacją ZSRR. Aby uzasadnić aneksję okupowanych terenów Polski, Sowieci przeprowadzili 22 października 1939 r. w atmosferze terroru fikcyjne wybory do lokalnego Zgromadzenia Ludowego. 27 października Zgromadzenie Ludowe Zachodniej Ukrainy ogłosiło włączenie obszaru Galicji Wschodniej w skład Ukraińskiej SRR, co potwierdziło Prezydium Rady Najwyższej 1 listopada 1939 r.

## Okupacja niemiecka 1941–1944
Po ataku Niemiec na ZSRR od lipca 1941 roku terytorium byłej Galicji Wschodniej w całości okupowały Niemcy. 16 lipca 1941 roku w niemieckiej Kwaterze Głównej odbyła się narada pod przewodnictwem Adolfa Hitlera, z udziałem Hermanna Göringa, Alfreda Rosenberga, Wilhelma Keitla, Hansa Lammersa i Martina Bormanna. Na naradzie Hitler poinformował, że postanowił przyłączyć tereny byłej Galicji Wschodniej do Generalnego Gubernatorstwa, rezygnując z planu utworzenia państwa ukraińskiego w oparciu o nacjonalistów ukraińskich (którzy byli przed II wojną światową i do 1941 wspierani przez Abwehrę). Na naradzie ustalono również podział administracyjny okupowanych terytoriów ZSRR. Okupowane tereny byłej Galicji Wschodniej włączono w skład Generalnego Gubernatorstwa w sierpniu 1941 roku na mocy dekretu Adolfa Hitlera z 1 sierpnia 1941 jako Dystrykt Galicja.

## Okupacja sowiecka 1944–1945 i wcielenie do ZSRR
W lipcu 1944 roku całe terytorium Galicji Wschodniej znalazło się ponownie pod okupacją sowiecką.
W sierpniu i październiku 1944 roku w Moskwie przedstawiciele polskich władz na uchodźstwie z premierem Stanisławem Mikołajczykiem i przewodniczącym Rady Narodowej RP Stanisławem Grabskim na czele prowadzili z przywódcą ZSRR Józefem Stalinem negocjacje m.in. na temat powojennej granicy polsko-radzieckiej, w tym przynależności państwowej Galicji Wschodniej. Rozmowy te zakończyły się fiaskiem. Na argument Mikołajczyka, że Lwów nigdy nie był rosyjski, nawet podczas zaborów (z wyjątkiem krótkiego epizodu w postaci okupacji w latach 1914–1915), Stalin odpowiedział, że owszem, Lwów nigdy nie był rosyjski, ale za to Warszawa była. Odpowiedź sowieckiego dyktatora zmierzała w kierunku uświadomienia stronie polskiej, że od jego woli zależy nie tylko kwestia granic, ale także sama niepodległość państwa polskiego.
Po konferencji jałtańskiej (4–11 lutego 1945) wyłoniony w konsekwencji jej ustaleń Tymczasowy Rząd Jedności Narodowej podpisał 16 sierpnia 1945 umowę z ZSRR, uznając nieco zmodyfikowaną linię Curzona za wschodnią granicę Polski, w oparciu o ustalenia porozumienia o granicy zawartego pomiędzy PKWN a rządem ZSRR 27 lipca 1944. W konsekwencji umowy Lwów i wschodnią część województwa lwowskiego, a także całe województwo stanisławowskie i tarnopolskie włączono do Ukraińskiej Socjalistycznej Republiki Radzieckiej. W granicach Polski z obszaru Galicji Wschodniej pozostały jedynie tereny Pogórza Przemyskiego, okolice Jarosławia, Lubaczowa, Przemyśla, Sanoka, Leska i Bieszczadów Zachodnich.
Ludność polska z terenów byłej Galicji Wschodniej wcielonych do ZSRR została wysiedlona, w większości na tereny ziemi lubuskiej oraz Dolnego i Górnego Śląska, a na jej miejsce osiedlono ludność ukraińską ze wschodnich terenów Ukrainy, oraz wysiedloną z terenu Polski.
Na podstawie umowy z ZSRR o zmianie granic z 15 lutego 1951 r. Polska utraciła na rzecz ZSRR żyzny, bogaty w substancję zabytkową i posiadający złoża węgla obszar o powierzchni 480 km² na dawnym pograniczu Galicji i Wołynia z miastami Sokal, Bełz i Krystynopol, w zamian otrzymała ubogie górskie tereny obwodu drohobyckiego z ówczesną wsią Ustrzyki Dolne również na terenie Galicji.